# Xã Whitewater, Quận Hamilton, Ohio
Xã Whitewater (tiếng Anh: Whitewater Township) là một xã thuộc quận Hamilton, tiểu bang Ohio, Hoa Kỳ. Năm 2010, dân số của xã này là 5.519 người.